# ئی‌ام‌سی ای‌بی۶
ئی‌ام‌سی ای‌بی۶ (انگلیسی: EMC AB6) یک لوکوموتیو دیزلی ساخت شرکت الکترو-موتیو دیزل بوده است.
این لوکوموتیو که مابین سال‌های ۱۹۴۰ تا اواسط دهه ۱۹۷۰ تولید می‌شده دارای ۱۲ سیلندر و ۲۰۰۰ اسب بخار توان خروجی بوده است.